# Еспланада
 Тази статия е за крайбрежната алея.  За общината в Бразилия вижте Еспланада (Баия).  
Еспланада или променада (на френски: promenade) е открито обществено пространство, което често е разположено близо до река или бряг, или с изглед към тях или към друг пейзаж. Крайбрежната алея служи като място за отдих и туризъм, и има за цел да даде възможност на посетителите да се разходят по площадката, осигурявайки удобен маршрут по ландшафта. Еспланадите по крайбрежните и речните плажове са удобен пешеходен маршрут, който позволява на пешеходците по крайбрежието да вървят по маршрута без да се налага да ходят в пясъчната зона на плажа.
Променадите по крайбрежието станали популярни в края на 19 век в Обединеното кралство, благодарение на викторианската култура на отдих, в която английското висше общество обичало да почива в крайбрежните градове на Южна Англия и да се разхожда по крайбрежните алеи. Тези алеи били създадени за да дадат възможност на хората от висшето общество да „показват“ своите дрехи и своето присъствие, така че тротоарите били облицовани с дървесина или друга настилка, за да се предотврати например танците на плажа да замърсят дрехите на гостите.
През 20 век променади се изграждат също и в курортите и сред природата, за да се осигури удобен изглед към ландшафта на тези места. За удобство на гостите, наред с пешеходните зони обикновено се строят също ресторанти, магазини и тоалетни.